# Reggenza di Karanganyar
La reggenza di Karanganyar (in indonesiano: Kabupaten Karanganyar) è una reggenza dell'Indonesia, situata nella provincia di Giava Centrale.